# Večita noć (strip)
Večita noć je strip epizoda Dilana Doga objavljena u Srbiji u svesci #201. u izdanju Veselog četvrtka. Na kioscima se pojavila 6. jula 2023. Koštala je 350 dinara (2,9 €; 3,3 $). Imala je 94 strane.

## Originalna epizoda
Originalna epizoda pod nazivom La notte eterna objavljena je premijerno u #410. regularne edicije Dilana Doga u Italiji u izdanju Bonelija. Izašla je 29.10.2020. Koštala je 4,9 €. Scenario je napisao Klaudiod Kjaveroti, a epizodu nacrtali Pjetro Dalanjol i Frančesko Katani. Naslovnu stranu nacrtao Điđi Kavenago.

## Ponovno pojavljivanje Voštanog čoveka
Voštani čovek se prvi put pojavio u #34 epizodi Tama, koja je u bivšoj Jugoslaviji izašla u maju 1990. godine. Epizodu je takođe nacrtao Klaudio Kjaveroti.

## Prethodna i naredna epizoda
Prethodna sveska regularne edicije nosila je naslov Povratak u mrak (#200), a naredna Treći dan (#202).